# Microbes and Environments
Microbes and Environment(略称:M&E)はJ-STAGEから公開されているオープンアクセスの査読付き学術雑誌である。
微生物生態学及びその関連分野を扱う。
日本微生物生態学会(JSME)、日本土壌微生物学会(JSSM)、台湾微生物生態学学会（Taiwan Society of Microbial Ecology、TSME)、植物微生物研究会(JSPMI)、極限環境微生物学会の5学会が合同で編集・刊行している。

## 概要
主に原著論文、短報、レヴュー（総説論文）、及びミニレヴュー（短い総説論文）から構成される他、リサーチハイライトの記事が掲載される。査読は主に日本国内の共同編集学会の会員によって行われる。
2020年3月17日時点までに、1772本の論文が掲載されており、11巻1号より現在に至る論文はオンライン上から閲覧できる。2019年までは印刷冊子を年4回刊行していたが、2020年より完全オンラインジャーナルとなった。
2003年より毎年、Microbes and Environmentsに掲載された、総説等を除くオリジナル論文の中から、高く評価されたものをM&E論文賞として表彰し、’Most Valuable Paper of The Year’としてHP上で紹介している。